# Verdel-Rennmaschine
Die Verdel-Rennmaschine (1912) war ein Rennmotorrad des französischen Herstellers Verdel. Es wurde eigens zum Erreichen von Geschwindigkeitsrekorden gebaut und war das erste Motorrad mit 5-Zylinder-Sternmotor.

## Geschichte und Technik
Verdel, Inhaber einer Peugeot-Niederlassung im Norden Frankreichs, entwickelte dieses Rennmotorrad 1912. Sämtliche Unterlagen über Verdel und Rekordfahrten mit dem Motorrad sind im Ersten- sowie Zweiten Weltkrieg verloren gegangen. Wäre nicht das Unikat erhalten geblieben, wüsste man nichts über dieses Motorrad. Durch glückliche Umstände gelang das Motorrad in den Besitz von Sammy Miller, der es fahrbereit restaurierte und in sein Motorradmuseum als einen Ausstellungshöhepunkt integrierte.
Die wenigen technischen Daten des Rennmotorrads ohne Bremse sind: 750-cm³-Fünfzylinder-Sternmotor mit Stoßstangen und Kipphebeln sowie Kettenantrieb auf das Hinterrad. Als Höchstgeschwindigkeit wurden 2006 über 80 mph (~ 128 km/h) gemessen.